# Бейпяо
Бейпяо (кит. спр. 北票市, піньїнь: Bĕipiào Shì) — місто-повіт в північнокитайській провінції Ляонін, складова міста Чаоян.

## Географія
Бейпяо лежить на сході префектури на рівнині Сунляо.

### Клімат
Місто знаходиться у зоні, котра характеризується вологим континентальним кліматом зі спекотним літом. Найтепліший місяць — липень із середньою температурою 24.5 °C (76.1 °F). Найхолодніший місяць — січень, із середньою температурою -9.8 °С (14.4 °F).
| Клімат Бейпяо           | Клімат Бейпяо | Клімат Бейпяо | Клімат Бейпяо | Клімат Бейпяо | Клімат Бейпяо | Клімат Бейпяо | Клімат Бейпяо | Клімат Бейпяо | Клімат Бейпяо | Клімат Бейпяо | Клімат Бейпяо | Клімат Бейпяо | Клімат Бейпяо |
| Показник                | Січ.          | Лют.          | Бер.          | Квіт.         | Трав.         | Черв.         | Лип.          | Серп.         | Вер.          | Жовт.         | Лист.         | Груд.         | Рік           |
| Середній максимум, °C   | −5,4          | −2,5          | 5,2           | 14,5          | 22            | 25,3          | 27            | 26,1          | 21,6          | 14,3          | 4,6           | −2,9          | 12,5          |
| Середня температура, °C | −9,8          | −6,9          | 1             | 10,4          | 17,9          | 22,2          | 24,5          | 23,2          | 17,4          | 10            | 0,6           | −7,1          | 8,6           |
| Середній мінімум, °C    | −18           | −15,6         | −8,2          | 1,1           | 8,6           | 13,7          | 17,3          | 15,5          | 8,7           | 1             | −7,8          | −15,1         | 0,1           |
| Норма опадів, мм        | 2             | 3             | 6.1           | 21.3          | 37.5          | 76.3          | 151.2         | 103.8         | 47.2          | 21.1          | 6.3           | 2.6           | 478.4         |
| Днів з опадами          | 1,5           | 1,8           | 2,4           | 5             | 7,4           | 11,5          | 13,7          | 11,5          | 7,2           | 5,4           | 2,7           | 1             | 71,1          |
| Вологість повітря, %    | 61.5          | 60.3          | 54.3          | 50.7          | 52.8          | 64.7          | 77.3          | 76.6          | 66.7          | 61.5          | 62.7          | 62            | 62.6          |
| ----------------------- | ------------- | ------------- | ------------- | ------------- | ------------- | ------------- | ------------- | ------------- | ------------- | ------------- | ------------- | ------------- | ------------- |
| Джерело: Weatherbase    |               |               |               |               |               |               |               |               |               |               |               |               |               |